# Riseup
Riseupはボランティアによって運営される無料の電子メール・メーリングリスト・VPNサービスである。

## 概要
強力な暗号化、匿名化サービス、最小限のデータ保持などの特徴を持つサービスを提供しており、様々な利用者が存在する。2013年には600万人の利用者がおり、メーリングリストは14000以上存在する。
2014年にGoogle I/Oの会場外での抗議活動をAnti-Eviction Mapping Projectと共同でRiseup.netのFletesとErin McElroyが主催した。
2016年11月中旬には令状のカナリアに関するページが突如エラー表示となった。2017年2月16日、Riseupはこの理由を2つのFBIからの召喚令状を受け取ったためと明らかにしたが、この発表により令状のカナリアを維持することが不可能となった。2つの召喚状の内容は「国際的攻撃組織の公開連絡先」と「ランサムウェアを用いて人々を金銭的に恐喝する者についての情報」を公開することを求めるもので、ユーザー情報を公開したという事実はハッカーコミュニティーを落胆させた。

## 主な提供サービス

### 電子メール
電子メールはIMAP、POP3といったプロトコルを介したアクセスの他にWebインターフェース（RoundCube・SquirrelMail）やシェルを用いたアクセスが可能である。

### VPN
Riseupの提供するVPNサービスは、ノーログポリシーを持つものであるため利用者のIPアドレスなどの個人情報を取集しないものである。2012年には、Microsoftが開発した数多くのセキュリティと匿名性を提供するサービスで使用されている暗号化を破ることを容易にする攻撃について議論した際、攻撃について公開したMoxie Marlinspike氏は、Riseupが提供するVPNサービスはこのような攻撃に耐えるために、合計96種類の数字、記号、大文字と小文字の組み合わせを使用した21文字のパスワードをユーザーの意思ではなく自動で選択したと述べた。